# Renilla koellikeri
Renilla koellikeri är en korallart som beskrevs av Pfeffer 1886. Renilla koellikeri ingår i släktet Renilla och familjen Renillidae. Inga underarter finns listade i Catalogue of Life.